# Шевченковка (Херсонская область)
Шевченковка (укр. Шевченківка) — село в Нововоронцовской поселковой общине Бериславского района Херсонской области Украины.
Почтовый индекс — 74213. Телефонный код — 5533. Код КОАТУУ — 6524182504.

## Население
Население по переписи 2001 года составляло 278 человек.

### Языковой состав
Родной язык населения по данным переписи 2001 года:
| Язык       | Численность, чел. | Доля     |
| ---------- | ----------------- | -------- |
| Украинский | 263               | 94,60 %  |
| Русский    | 15                | 5,40 %   |
| Итого      | 278               | 100,00 % |

## Местный совет
74213, Херсонская обл., Нововоронцовский р-н, с. Крещеновка, ул. Чкалова, 19